# Kriegerdenkmal Saubach (Amtsanteil)

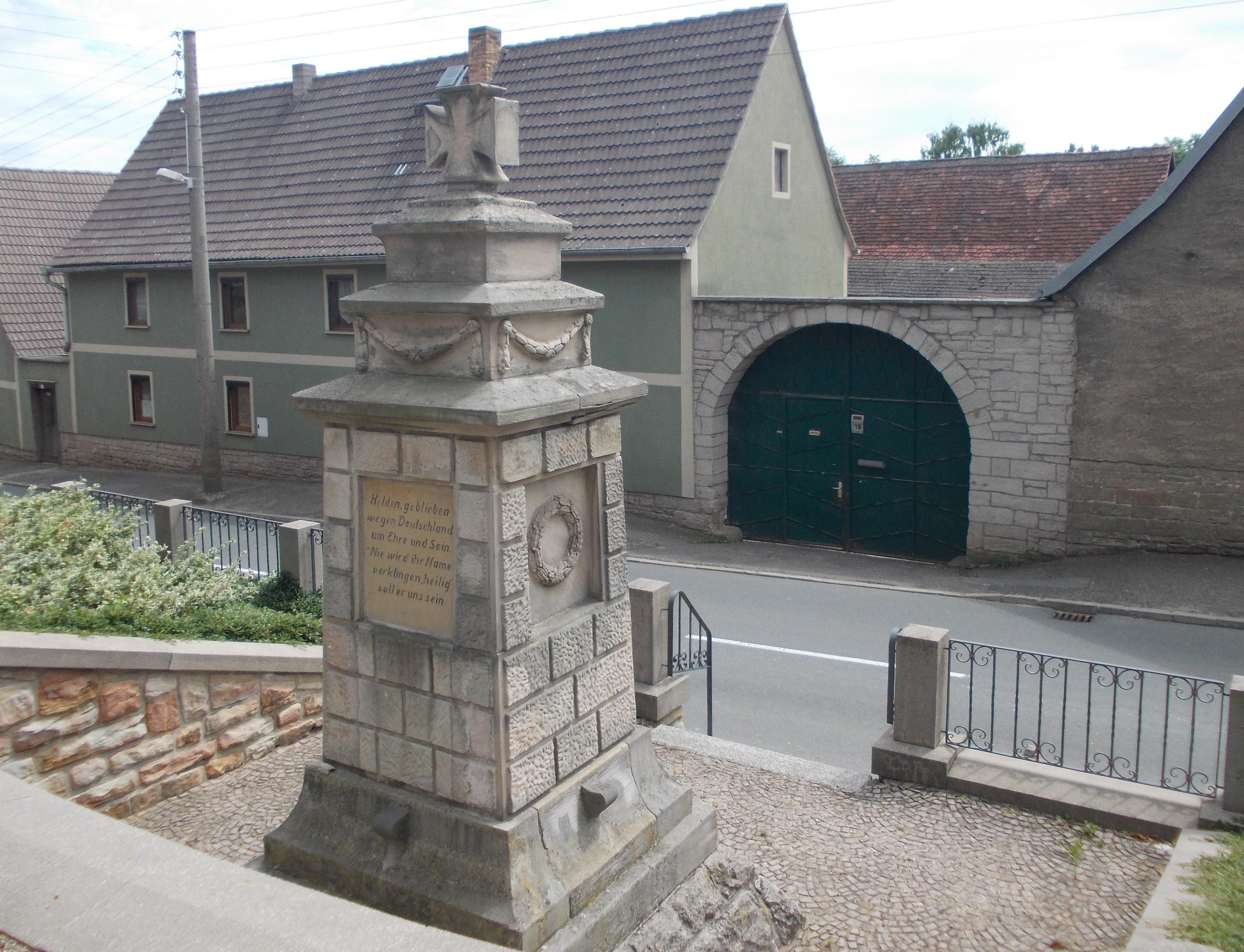
Kriegerdenkmal Saubach im ehemaligen Amtsanteil

Das Kriegerdenkmal Saubach Amtsanteil ist ein denkmalgeschütztes Kriegerdenkmal in der Ortschaft Saubach der Gemeinde Finneland in Sachsen-Anhalt. Im örtlichen Denkmalverzeichnis ist der Gedenkstein unter der Erfassungsnummer 094 83871 als Baudenkmal verzeichnet.
Das Kriegerdenkmal Saubach im ehemaligen Amtsanteil befindet sich an der Straße Zur Wespe, südlich der St.-Nicolai-Kirche des Ortes. Bei dem Kriegerdenkmal handelt es sich um eine Stele aus Sandstein. Der Sockel der Stele ist ein Pyramidenstumpf. Die Stele ist leicht konisch. In der Vorder- und Rückseite der Stele wurden Gedenktafeln eingelassen. Über der Gedenktafel an der Vorderseite befindet sich ein Stahlhelm auf Zweigen. Sie Stele besitzt weitere Zierelemente und wird von einem Eisernen Kreuz gekrönt. Sie wurde für die Gefallenen des Ersten Weltkriegs errichtet. Insgesamt befinden sich drei Inschriften in der Stele und auf den Gedenktafeln. Die Inschrift auf der Vorderseite an der oberen Abstufung lautet 1914 - 1918 und auf der Gedenktafel der Vorderseite  Zur Ehrung unserer tapferen Helden: Die dankbare Gemeinde sowie die Namen der Gefallenen. Die Inschrift auf der Gedenktafel der Rückseite Helden, geblieben wegen Deutschland um Ehre und Sein. Nie wird ihr Name verklingen, heilig soll er uns sein. Die Stele wurde eingefriedet und das Areal wurde mit einer Stützmauer versehen, da sich das Denkmal in einem Hang befindet. Der Zugang zum Areal erfolgt über mehrere Stufen von der Straßenseite aus.
Neben diesem Kriegerdenkmal befindet sich noch ein weiteres Kriegerdenkmal im ehemaligen Gerichtsanteil des Ortes.

## Quelle
- Kriegerdenkmal Saubach Amtsanteil, abgerufen am 30. August 2017.